# Cartesiaans theater

Cartesiaans theater in actie: een homunculus in de hersenen krijgt via de menselijke zintuigen een afspiegeling van de buitenwereld.

Het Cartesiaans theater is een ietwat kleinerende term, bedacht door filosoof Daniel Dennett om kort het definiërende aspect van het Cartesiaans materialisme van René Descartes weer te geven, die Dennett beschouwt als de vaak niet erkende overblijfselen van het Cartesiaanse dualisme in de moderne materialistische theorieën over het bewustzijn.
Descartes claimde oorspronkelijk dat er bij het bewustzijn een immateriële ziel betrokken is, die zich in de epifyse (pijnappelklier) van de menselijke hersenen zou bevinden en die daar door de zintuigen en hersenen een representatie van de wereld voorgeschoteld kreeg. De ziel speelt op deze manier de rol van homunculus: een wezentje met een eigen wil binnen de hersenen van de mens. Dit concept is uitgewerkt in de film Being John Malkovich.

## Algemeen
Daniel Dennett stelt, dat na het verwijderen van het dualisme (de strenge scheiding tussen lichaam en geest, ofwel het idee dat de wereld zowel uit materiële als uit immateriële onderdelen bestaat) het volgende overblijft van Descartes' originele model: dat er als het ware een klein theatertje in de hersenen is, waar de (nu uit materie bestaande) homunculus de taak heeft om alle zintuigelijke informatie die binnenkomt in de hersenen te bekijken, beluisteren en bemerken, en gebaseerd hierop beslissingen te maken en bevelen uit te delen aan de hersenen.
Vervolgens kan men zich weer afvragen, hoe die homunculus er dan weer uitziet: welke zintuigen dit fysieke homunculusje heeft om gegevens binnen te krijgen, en of ook dit fysieke homunculusje weer hersenen heeft die de binnenkomende gegevens moeten verwerken en uiteindelijk een advies moeten uitbrengen over de uit te voeren acties. Hierdoor kan men het idee krijgen van een homunculus in de homunculus in de hersenen van de mens. Dit kan tot in het oneindige doorgaan, als in een soort Matroesjka- of Droste-effect.
Volgens Dennett (1991):
Cartesian materialism is the view that there is a crucial finish line or boundary somewhere in the brain, marking a place where the order of arrival equals the order of "presentation" in experience because what happens there is what you are conscious of. [...] Many theorists would insist that they have explicitly rejected such an obviously bad idea. But [...] the persuasive imagery of the Cartesian Theater keeps coming back to haunt us — laypeople and scientists alike — even after its ghostly dualism has been denounced and exorcized. [p.107, original emphasis.
Vertaling: Het Cartesiaanse materialisme is het denkbeeld dat er een cruciale eindstreep of grens is, ergens in de hersenen, die de plek markeert waar de volgorde van aankomst van informatie gelijk is aan de volgorde van "presentatie" van ervaringen, omdat "wat daar gebeurt" hetzelfde is, als waar je je bewust van bent. [...] Veel theoretici zouden erop staan dat zij zulk een duidelijk slecht idee expliciet zouden verwerpen. Maar [...] het verleidelijke denkbeeld van een Cartesiaans Theater blijft maar terugkomen om ons - zowel leken als wetenschappers - te plagen, zelfs nadat het spokerige dualisme aan de kaak gesteld en verdreven is.
De term "Cartesiaans theater" werd voor het eerst naar voren gebracht in de context van het Multiple Drafts Model dat Dennett poneerde in zijn Consciousness Explained.
De metafoor "theater" voor de geest kwam het eerst voor bij David Hume.